# Schermo diviso

Vari esempi di split-screen

Lo schermo condiviso o split screen, tradotto letteralmente schermo diviso, consiste nel frazionare lo schermo in diverse inquadrature.

## Esempi nel cinema
Un esempio può essere, nel montaggio dei film, la tipica scena della telefonata, in cui si hanno contemporaneamente, su uno schermo diviso verticalmente a metà, i due personaggi che si parlano da località diverse; ad esempio, ne La signora della porta accanto (1981) di François Truffaut, la scena della telefonata tra Fanny Ardant e Gérard Depardieu. Brian De Palma ne fa largo uso in molti suoi film.
Un uso innovativo e molto creativo dello split-screen è stato fatto nel film Innamorato pazzo del 1981, diretto da Castellano e Pipolo, in cui Adriano Celentano e Ornella Muti danno luogo a una grottesca interazione tra due schermi mentre litigano al telefono.
Un uso artistico dello split-screen è osservabile nel film di David Cronenberg Inseparabili, nel film, infatti, l'attore Jeremy Irons interpreta entrambi i gemelli Mantle. Inoltre è adoperato nel film L'appartamento spagnolo, diretto da Cédric Klapisch e nel documentario Woodstock - Tre giorni di pace, amore e musica diretto da Michael Wadleigh.
La sigla iniziale del film Il caso Thomas Crown di Norman Jewison è realizzata completamente con la tecnica dello split screen, nel film stesso poi il regista ne fa largo uso.

## Nei videogiochi
Lo schermo diviso viene utilizzato anche nei videogiochi, per consentire a due o più giocatori di seguire l'evolversi del proprio ed altrui gioco da un solo schermo, a seconda del gioco la condivisione delle schermo potrebbe aver bisogno o meno della suddivisione della schermata, oppure permettere soluzioni dinamiche, con lo schermo che si divide solo quando necessario (giocatori troppo distanti).
Questa divisione schermo venne utilizzata anche per il gioco in singolo, un esempio è la serie Dragon Ball Z: Super Butōden, dove con l'aumento della distanza tra i personaggi s'introduce la divisione schermo, in modo da mantenere il dettaglio sui personaggi e garantire la maggiore libertà di movimento.

## Altri usi
Questa soluzione viene utilizzata anche nelle videoconferenze o nelle lezioni a distanza (insegnate e alunni).
Altresì viene utilizzano anche in alcuni sistemi di videosorveglianza, permettendo di controllare più telecamere con un unico monitor.